# Forschungsschiff

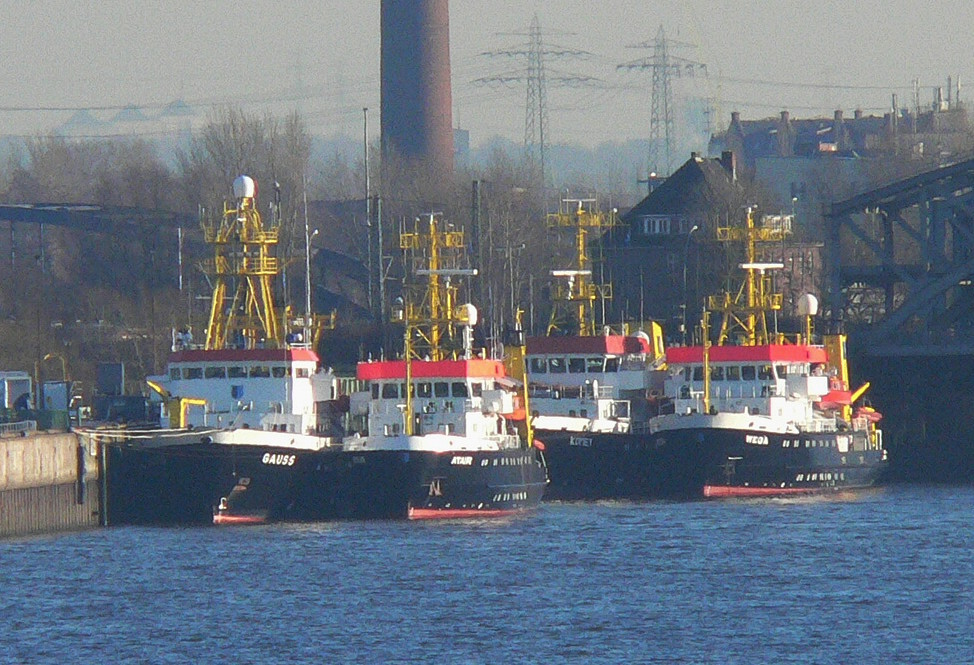
BSH-Schiffe Gauss, Atair, Komet und Wega am Kirchenpauerkai in Hamburg

Ein Forschungsschiff ist ein mit wissenschaftlichen Einrichtungen und Labors für Wissenschaftler ausgerüstetes Seefahrzeug zur Erforschung des Meeres und des erdnahen Raumes wie auch des Weltraums. Forschungsschiffe übernehmen vielfältige Forschungsthemen auf den Meeren. Sie haben – nach herrschender Rechtsmeinung – Aufgaben ausschließlich zu wissenschaftlichen Zwecken in den verschiedenen Forschungsdisziplinen: Arktis, Antarktis, Eis, Polarforschung, Geologie, Meteorologie, Ozeanografie, Schiffbau, Fischereiwissenschaft, Meeresbiologie und Unterwasserarchäologie. Darüber hinaus finden maritime Arbeiten in den Bereichen Geophysik, Geochemie und Glaziologie mittels Forschungsschiffen statt.
Speziell für wissenschaftliche Forschungszwecke ausgerüstete See-Expeditionen fanden zunehmend ab dem letzten Drittel des 18. Jahrhunderts statt.

## Allgemeines
Es hat sich international eine Klasseneinteilung entsprechend der Fahrtbereiche durchgesetzt:
- global: Schiffe, die auf allen Weltmeeren eingesetzt werden können.[7] Mindestanforderungen: ausreichender Aktionsradius, Standzeit 40 Tage, entsprechende Kommunikationsausrüstung, Länge 65 Meter, Windenkapazität 6000 Meter, Tiefsee-Lotausrüstung, Ladekapazität für wissenschaftliche Ausrüstung 100 Tonnen, 25 Wissenschaftlerplätze
- ozeanisch: Schiffe, die lediglich einen Ozean befahren, aus europäischer Sicht den Nordatlantik mit Nebenmeeren. Anforderungen: Länge min. 55 Meter, tiefseetaugliche Winden- und Lotausrüstung
- regional: aus deutscher Perspektive Schiffe zum Einsatz in Nord- und Ostsee, Einsatztiefe bis 1000 Meter
- lokal: Schiffe zur Küstenforschung, Einsatztiefe bis max. 500 Meter.

Zur Ausrüstung moderner hochseefähiger Forschungsschiffe gehören Arbeitsboot, Aquarien, Labors, Heckfanganlage, Hubschrauber, Messanlagen, z. B. für Radioaktivität, Wetter-Ballon, Wind-Wetter-Radaranlage, Tiefseeboot, Unterwasserbeobachtungsstationen u. a.

## Historische Schiffe
Historische Schiffe sind u. a.:
- die Beagle, das Schiff von Charles Darwin
- die Novara, die von 1857 bis 1859 für die Novara-Expedition eingesetzt wurde.
- die Grönland, die 1868 von Kapitän Carl Koldewey zur Ersten Deutschen Nordpolar-Expedition benutzt wurde und die noch immer zur See fährt
- die Germania, die 1869 bis 1870 von Kapitän Carl Koldewey bei der Zweiten Deutschen Nordpolar-Expedition nach Grönland und zum Arktischen Ozean mit der Absicht, in die arktische Zentralregion vorzudringen, als Führungsschiff im deutschen Schiffsverband mit dem Segelschiff Hansa unter Kapitän Friedrich Hegemann genutzt wurde. Die Hansa wurde während dieser Expedition vom Eis eingeschlossen, musste am 19. Oktober 1869 aufgegeben werden und sank in der Nacht vom 21. auf den 22. Oktober 1869.
- die Vega, mit der Adolf Erik Nordenskiöld die erstmalige Befahrung der Nordostpassage gelang
- die Challenger, das Schiff der britischen Challenger-Expedition 1872–1876
- die Fram, ein nach den Vorstellungen von Fridtjof Nansen gebautes speziell für Polargebiete ausgelegtes Forschungsschiff
- die Belgica, Belgische Antarktis-Expedition 1897–1899
- die Valdivia der ersten deutschen Tiefsee-Expedition 1898–1899[9] und die Valdivia der Universität Hamburg
- die Meteor wurde 1913 als Schiff der Kaiserlichen Marine gebaut und nach einem Umbau 1923/24 als deutsches Forschungsschiff eingesetzt. International viel beachtet wurde die Deutsche Atlantische Expedition 1925–1927. Das Schiff wurde 1946 als Kriegsreparation an die Sowjetunion übergeben und dort unter dem Namen “Ekvator” bis 1964 als Vermessungs- und Forschungsschiff verwendet.
- die Atlantis, Ketsch, Baujahr 1931 WHOI
- die Galathea (A546), eine Sloop. Am bekanntesten ist die Erforschung des Philippinengrabens, die Entdeckung des Galatheatiefs, sowie die Entdeckung von Monoplacophora, welche vorher nur aus dem Fossilbericht bekannt waren und seit dem Devon für ausgestorben gehalten wurden.
- die Xarifa von Hans Hass operierte in den 1950er Jahren unter deutscher (1953/54) und österreichischer (1957/58) Flagge.

## Rechtsstatus
Der Rechtsstatus der Forschungsschiffe wurde bis in die 1970er Jahre hinein in den Normen des Seevölkerrechts nicht eigens (lat. expressiv verbis) unterschieden. Die wissenschaftlichen Forschungsschiffe wurden grundsätzlich zur Kategorie der Handelsschiffe gerechnet. Ihre Einordnung in die Kategorie der Kriegsschiffe bildete die Ausnahme, vor allem dann, wenn dies vom Flaggenstaat selbst so bestimmt wurde.
Das moderne Forschungsschiff ging aus den Kriegsschiffen hervor. Eine zu einem wissenschaftlichen Zweck unternommene Fahrt zu Lande bzw. zu Wasser wurde ursprünglich unter dem Begriff Expedition erfasst. und das dazu verwendete Seefahrzeug als „Expeditionsschiff“ bezeichnet. Seine Entwicklung vollzog sich von bewaffneten Schiffen der Kriegsmarine für Expeditionsreisen in fremde Länder über militärische Hilfsschiffe zur Vermessung vor allem küstennaher Gebiete bis hin zu solchen Seefahrzeugen, welche für die Meeresforschung extra umgebaut bzw. als Spezialschiff zur Erforschung der Meere neu errichtet wurden. Die Kombination von Forschungs- und Vermessungsschiff durch die seefahrenden Staaten war bereits vor beiden Weltkriegen üblich und wurde nach 1945 von den Seestreitkräften fortgesetzt.
Eine für die Heringsfischereiforschung bedeutsame (bundes-)deutsche meereskundliche Forschungsreise in die Nordsee nach Ende des Zweiten Weltkrieges fand 1950 mit einem zivilen Vermessungs- und Forschungsschiff, der Gauss, statt und die Gauss lief als Staatsschiff erstmals einen ausländischen Hafen an: Aberdeen im Nordosten von Schottland im Vereinigten Königreich Großbritannien und Nordirland. Der aus der DDR stammende Ozeanograph Klaus Voigt konnte erstmals im Jahre 1959 an einer Reise des sowjetischen Forschungsschiffes Michail Lomonossow in den Atlantischen Ozean teilnehmen und dabei die Arbeitsweise ausländischer Fachkollegen verschiedener Disziplinen kennenlernen, was ihm für seine spätere meereskundliche Dissertation und Tätigkeit vor und nach der Wiedervereinigung Deutschlands als Wissenschaftsorganisator, insbesondere bei der UNESCO, nützlich war. Mit ihrem Fischereiforschungsschiff Ernst Haeckel führte die DDR ozeanographische Beobachtungen im äquatorialen Atlantischer Ozean und auf dem patagonischen Schelf während der 1. Südatlantik-Expedition im Jahre 1966 durch. FS A. v. Humboldt, dessen Eigner bis zur Wiedervereinigung die Akademie der Wissenschaften der DDR war, hatte seinen Liegeplatz im Rostocker Hafen und fuhr nach 1990 von dort vornehmlich zu Ostsee-Forschungen im Auftrage des Leibniz-Instituts für Ostseeforschung Warnemünde bis zur Außerdienststellung als Forschungsschiff im Jahre 2004.
Auf die Kompliziertheit der Aufstellung von völkerrechtlichen Regeln für Forschungsschiffe wurde in den 1970er Jahren durch Seerechtler im Zusammenhang mit Problemen der Meeresverschmutzung und der Meeresforschung verstärkt aufmerksam gemacht und darauf hingewiesen, dass hinter den juristischen Fragen sowohl politische und wirtschaftliche Interessen als oft auch militärische stehen, die zu Anmelde- und Genehmigungspflichten für das Einlaufen in fremde Häfen durch Forschungsschiffe – gleichgültig ihres Status – führten. Die Einladung und Teilnahme von Forschern aus anderen Ländern zu Forschungsarbeiten von Bord aus erwies sich „als wirkungsvolles Instrument der internationalen Kooperation in der Ozeanographie“ und diente der friedlichen Zusammenarbeit und Verständigung. Ausländische Meereswissenschaftler konnten auf deutschen Forschungsschiffen vorrangig tätig werden, wenn das Forschungsprogramm auf einer internationalen Vereinbarung beruhte. Die Intergovernmental Oceanographic Commission (IOC) der UNESCO fördert seit 1961 auf der Grundlage von Regierungsvereinbarungen der Mitgliedstaaten internationale Programme, so dass auch in diesem Rahmen Meeresforscher aus unterschiedlichen Staaten nicht zuletzt auf hochseetüchtigen Forschungsschiffen zusammenarbeiten. Im März 2001 erkundeten Wissenschaftler der Technischen Universität Bergakademie Freiberg in Sachsen von Bord aus des 1991 modernisierten damaligen Forschungsschiffes Sonne hydrothermale Erzvorkommen erstmals südlich des 60. Breitengrades unter strikter Einhaltung der im internationalen Antarktisvertrag festgelegten Regeln. Das international zusammengesetzte 25-köpfige Forscherteam bestand aus Ozeanographen aus Deutschland, Kanada und den USA.
Alexander von Humboldt hatte sich während einer Seereise nach Südamerika an Bord der spanischen Korvette „Pizarro“ Vorstellungen darüber gemacht, wie für meereskundliche Forschungsfahrten Regierungsschiffe (government ships) eingesetzt werden könnten. Während der Überfahrt hatte Humboldt mit eigenen Instrumenten Untersuchungen über die maritime Atmosphäre vornehmen können. In Deutschland wurden später entsprechende Forschungsschiffe mit diesem Status ausgestattet und sie berechtigt, eine Dienstflagge der deutschen Regierung zu führen.
Die Tradition, zivile hochseetüchtige Spezialschiffe für die wissenschaftliche Meeresforschung einzusetzen und ausdrücklich als „Forschungsschiff“ zu bezeichnen, hat der Geograph, Geophysiker und Geodät Erich von Drygalski (1865–1949) begründet. Drygalski legte besonderen Wert darauf, dass das Forschungsschiff Gauß zwar die Staatsschiffs-Eigenschaft hatte und entsprechende völkerrechtliche Immunität genoss, jedoch wegen der rein wissenschaftlichen Forschungszwecke nicht mit den Attributen eines Kriegsschiffes ausgerüstet wurde und somit keinesfalls einschränkenden Bestimmungen des Völkerrechts für Kriegsschiffe besonders beim Anlaufen fremder Häfen unterworfen war. Die Besatzung des Segelschiffs Gauß, einschließlich seines Kapitäns, Hans Ruser, sowie das wissenschaftliche Personal unter Leitung v. Drygalski bestand nur aus Zivilpersonen – ein Merkmal für zivile Schiffe. Die 1902 von Deutschland für nationale und internationale fischereibiologische Forschungszwecke in der Nord- und Ostsee erbaute Poseidon trug offiziell den Beinamen „Reichsforschungsdampfer“ und fuhr in der Weimarer Republik unter der Reichsdienstflagge, als dieses Forschungsschiff für die Deutsche Wissenschaftliche Kommission für Meeresforschung tätig war und Termin-Forschungsfahrten für ICES unternahm. Dagegen gehörte die als „Reichsforschungsschiff“ bezeichnete Meteor zur Marine und dieses Forschungsschiff wurde durch die Deutsche Atlantische Expedition 1925 bis 1927 international berühmt.
Die Durchführung von Forschungsfahrten zu wissenschaftlichen Zwecken auf dem Meeren und Ozeanen ist in der Regel von den Flaggenstaaten vielfach so organisiert worden, dass die dafür eingesetzten Seeschiffe, die völkerrechtliche Immunität von Staatschiffen genießen, die ausschließlich zu anderen als Handelszwecken bestimmt sind. Bereits 1898 beim Einsatz des zum Forschungsschiff umgebauten ehemaligen Postschiffes Valdivia empfahl das Auswärtige Amt jenen Regierungen die erste deutsche wissenschaftliche Tiefsee-Expedition unter Leitung des Leipziger Naturwissenschaftlers Carl Friedrich Chun und des zivilen Schiffsführers, Kapitän Adalbert Krech, jenen Regierungen, deren Gebiete berührt wurden.
Die Durchführung der wissenschaftlichen Meeresforschung in der ausschließlichen Wirtschaftszone oder auf dem Festlandsockel eines Küstenstaates ist für ausländische Forschungsschiffe nach dem UN-Seerechtsübereinkommen zustimmungspflichtig und mit Auflagen verbunden. Im Interesse der Förderung der internationalen Zusammenarbeit gibt es Informationspflichten über den Austausch der erzielten wissenschaftlichen Forschungsergebnisse. Auch kann der Küstenstaat wunschgemäß an Bord der ausländischen Forschungsschiffe an den wissenschaftlichen Untersuchungen selbst teilnehmen oder sich dabei vertreten lassen.
Im Zuge der Entwicklung ihrer rechtlichen Stellung wurden deutsche Forschungsschiffe, die für wissenschaftliche Zwecke bestimmt waren, auf Namen international bekannter Wissenschaftler getauft, z. B. FS Heincke (1990), nach Friedrich Heincke (1852–1929). Auch Forschungsschiffe anderer seefahrender Nationen wurden nach ihren Wissenschaftlern benannt. Beispielsweise erhielt das von 1957 bis 1999 betriebene sowjetische, später russische Forschungsschiff Michail Lomonossow seinen Namen in Erinnerung an den international bekannten Naturwissenschaftler und Dichter Michail Wassiljewitsch Lomonossow. Norwegen benannte ihr 1990 gebautes Forschungsschiff H.U. Sverdrup II nach dem international angesehenen Ozeanographen Harald Ulrik Sverdrup (1888–1957). Weiter sind Entdecker bzw. Seefahrer Namensgeber für Forschungsschiffe. So wurde das britische Forschungsschiff RRS James Clark Ross auf den englischen Entdecker und Seefahrer James Clark Ross (1800–1862) getauft. In der Geschichte der deutschen Forschungsschiffe gibt es bei der Namensgebung zwei Traditionslinien: die Verleihung von Namen berühmter Persönlichkeiten und von Himmelskörpern. Die DDR benannte ihre wenigen hochseefähigen Forschungsschiffe ausschließlich nach Personennamen, während im wiedervereinigten Deutschland beide Traditionslinien in der Schiffstaufe gepflegt werden, wie das Beispiel von FS Sonne zeigt. Ebenso wird die in der Weimarer Republik gefestigte Tendenz fortgesetzt, die Seefahrzeuge, die als Mittel der wissenschaftlichen Forschung eingesetzt werden, unter einer zivilen (Bundesdienst-)Flagge fahren zulassen.
Die Ausarbeitung der Regeln für die maritime wissenschaftliche Forschung in einem internationalen Seerechtsabkommen erfolgte im Rahmen der Vereinten Nationen bereits von 1974 bis 1982. Entsprechend der sich bis dahin entwickelten Sach- und Rechtslage, dass die rein zivilen Forschungsschiffe im Laufe ihrer Geschichte die für ozeanographische Forschungen eingesetzten Hilfsschiffe der Marine nicht verdrängt hatten, wurde in einem Artikelentwurf der ehemaligen Ostblockstaaten und der Mongolei – vorgelegt auf der 3. Tagung der UN-Seerechtskonferenz in Genf 1975 – berücksichtigt, dass die „Teilnahme … von militärischen Forschungsschiffen und Ausrüstungen an der wissenschaftlichen Meeresforschung nicht aus(geschlossen)“ war, und es sollte sogar „sichergestellt werden, dass auch Kriegsschiffe und militärisches Gerät für die wissenschaftliche Meeresforschung eingesetzt werden können.“ In dem seevölkerrechtlichen Übereinkommen von 1982 werden die Forschungsschiffe in den UN-Amtssprachen Arabisch, Chinesisch, Englisch, Französisch, Russisch und Spanisch begrifflich erwähnt, z. B. als „research vessels“ in der englischen Fassung des Vertragswerks sowie als „navires de recherche“ in der französischen. Die abgestufte Immunität für ihre staatlichen Forschungsschiffe leiten über 20 Länder aus dem Internationalen Übereinkommen zur einheitlichen Feststellung von Regeln über die Immunitäten der Staatsschiffe von 1926 ab, das 1937 nach Hinterlegung der erforderlichen Ratifikationsurkunden bei der belgischen Regierung in Kraft trat, sowie aus dem allgemeinen Seevölkerrecht. In den 1970er Jahren wurde von Meeres-Anrainerstaaten die Beschreibung „ausschließlich zu wissenschaftlichen Forschungszwecken bevollmächtigte Schiffe“ für privilegierte Forschungsschiffe gewählt, etwa in der Konvention über die Fischerei und den Schutz der lebenden Ressourcen in der Ostsee und in den Belten. Forschungsschiffe, die Gewässer in Küstenvorfeldern anderer Länder „unter Vornahme von ozeanographischen Messungen“ durchqueren wollen, werden über diplomatische Kanäle bei den entsprechenden Anrainerstaaten angemeldet und sie ersucht, entsprechende Erlaubnisse zu erteilen. Überdies machte eine Reihe von Küstenstaaten verstärkt in den 1970er Jahren das Anlaufen ihrer Häfen durch Forschungsschiffe anmelde- bzw. genehmigungspflichtig. Im Interesse der Festigung friedlicher internationaler Beziehungen auf dem Gebiet der Meeresforschung wurden an Bord von Forschungsschiffen Auslandsempfänge unter Teilnahme von Botschaftspersonal der entsprechenden Staaten gegeben, unter dessen Flagge die Forschungsschiffe fuhren. Die Forschungsschiffe, die unter der Flagge der ehemaligen DDR fuhren, z. B. das FS Professor Albrecht Penck, veranstalteten Pressekonferenzen an Bord der angelaufenen Häfen, um über Aufgaben und Zielstellungen der Forschungsreise sowie erste Ergebnisse zu informieren. Die Rechtsauffassung, dass Forschungsschiffe – „wie Kriegs- und andere Staatsschiffe, die nicht kommerziellen Zwecken dienen“ – volle Immunität genießen und damit nicht der Jurisdiktion eines anderen Küstenstaates unterliegen als der des Flaggenstaates, wurde auch nach Abschluss des Seerechtsübereinkommen der Vereinten Nationen von 1982 weiterhin vertreten.
In Kriegs- und Krisenzeiten genossen Schiffe für wissenschaftliche Zwecke (Forschungsschiffe) denselben völkerrechtlichen Schutz wie solche, die mit religiösen oder menschenfreundlichen (philanthropischen) Aufgaben betraut wurden. Insbesondere blieben diese privilegierten Schiffe von der Wegnahme (Exemtion von der Prisennahme) verschont. Die Zunahme der Bedeutung wissenschaftlicher Gemeinschaftsvorhaben, beispielsweise auf dem Gebiet der Ozeanographie, sowie ihr Regelungsbedarf durch das Internationale Recht wurde von Völkerrechtlern bereits in den 1960er Jahren thematisiert.

## Forschungsschiffe
Im Dienst befindliche Schiffe sind u. a.:

### Angola
- Ngola Kiluange, 2012 gebaut
- Nzinga Mbandi, 2012 gebaut
- Baía Farta, 2018 gebaut

### Australien

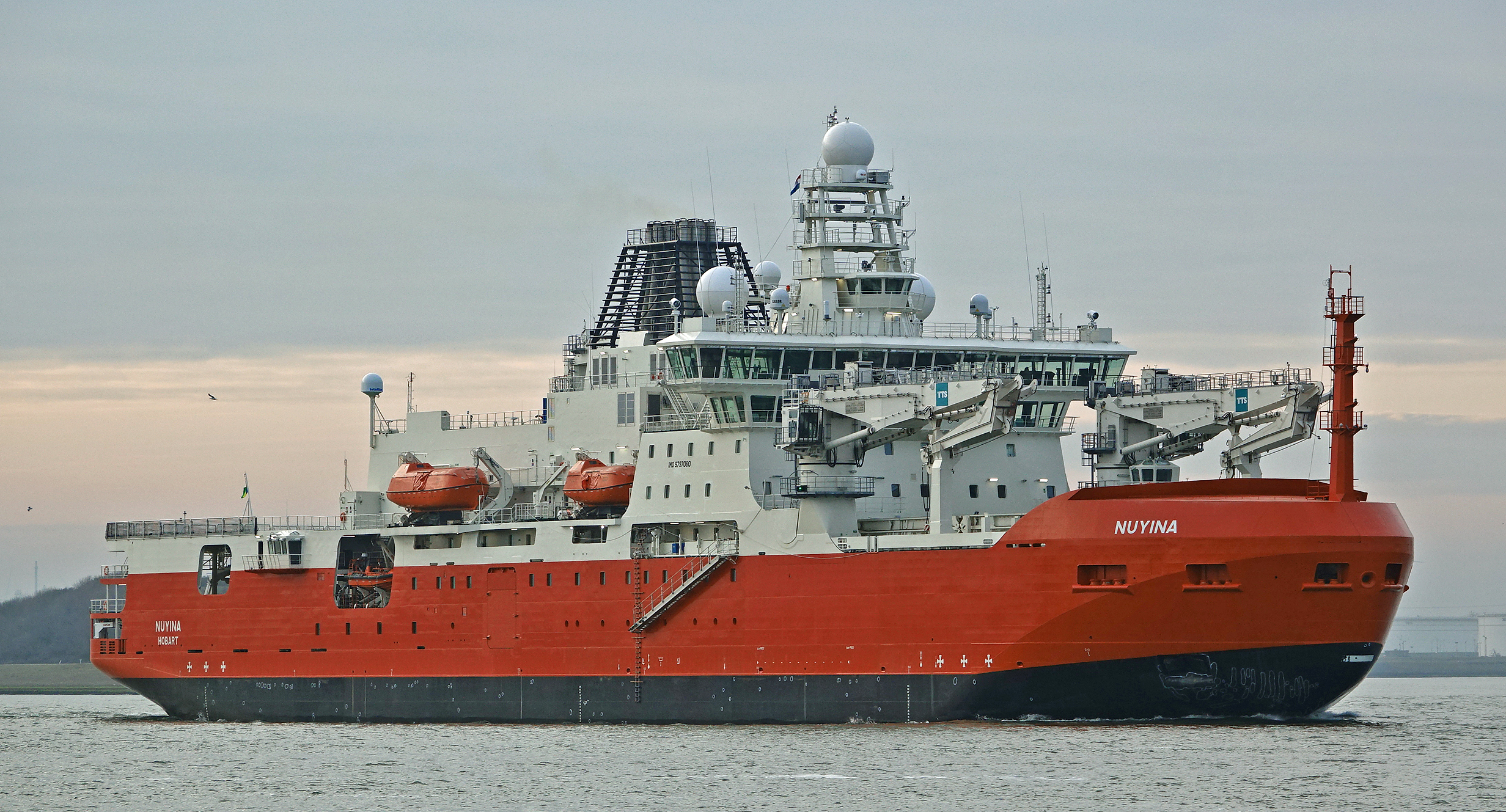
Der australische Forschungseisbrecher Nuyina.

- Nuyina, 2021 in Dienst gestellt

### Belgien

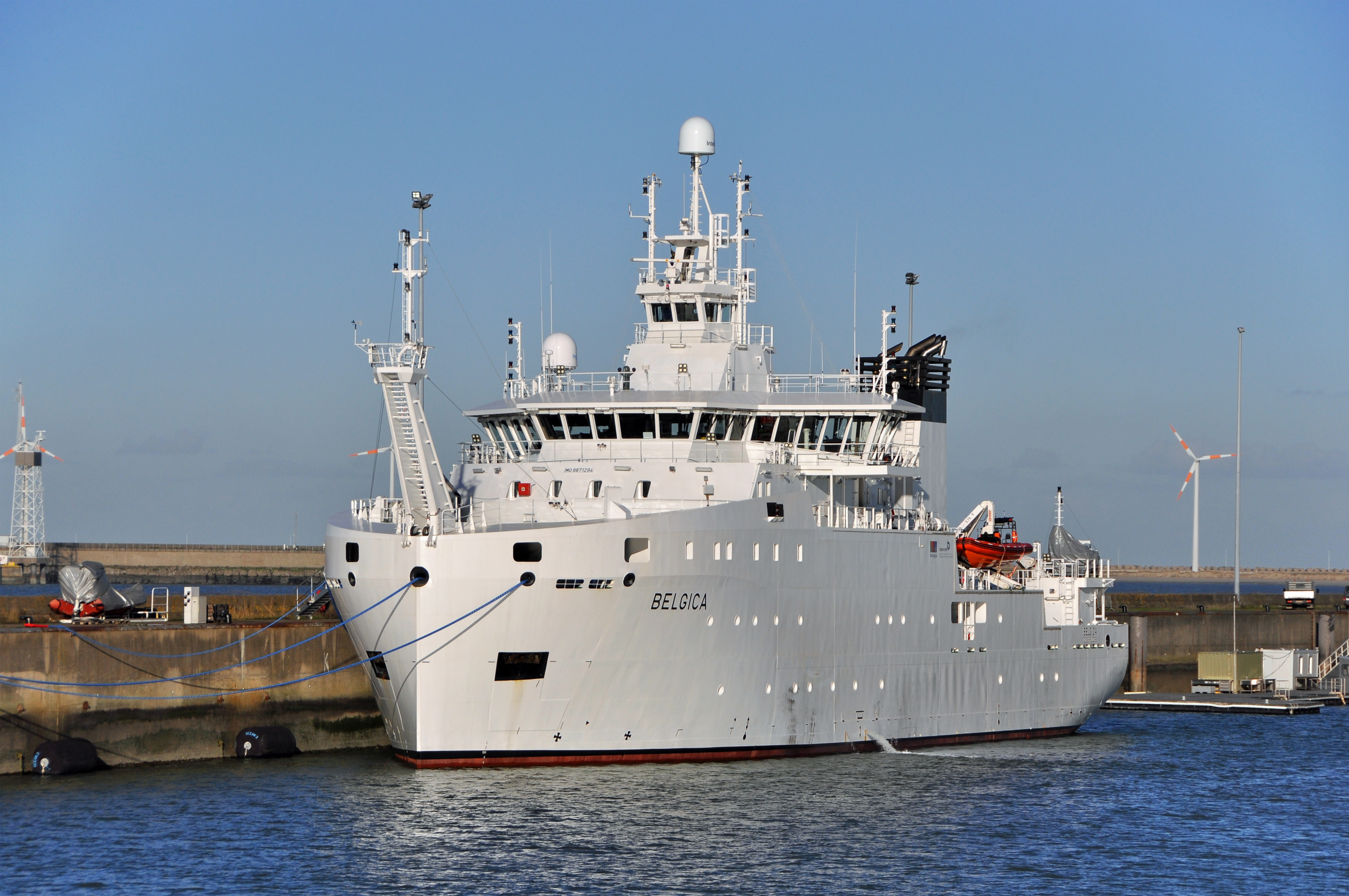
Belgica, gebaut 2021

- Simon Stevin, 2012 gebaut
- Belgica, 2021 gebaut

### Bulgarien
- Akademik, 1984 in Dienst gestellt

### Volksrepublik China
- Xue Long, 1994 in Dienst gestellt
- Xue Long 2, 2019 in Dienst gestellt

### Königreich Dänemark
- Aurora, 2014 in Dienst gestellt (Dänemark)
- Dana, 1981 in Dienst gestellt (Dänemark)
- Jákup Sverri, 2021 in Dienst gestellt (Färöer)
- Sanna, 2012 in Dienst gestellt (Grönland)
- Tarajoq, 2021 in Dienst gestellt (Grönland)

### Finnland
- Aranda, 1989 in Dienst gestellt

### Frankreich
- Alcyone, 1985 in Dienst gestellt
- Alis
- Antea
- L’Astrolabe

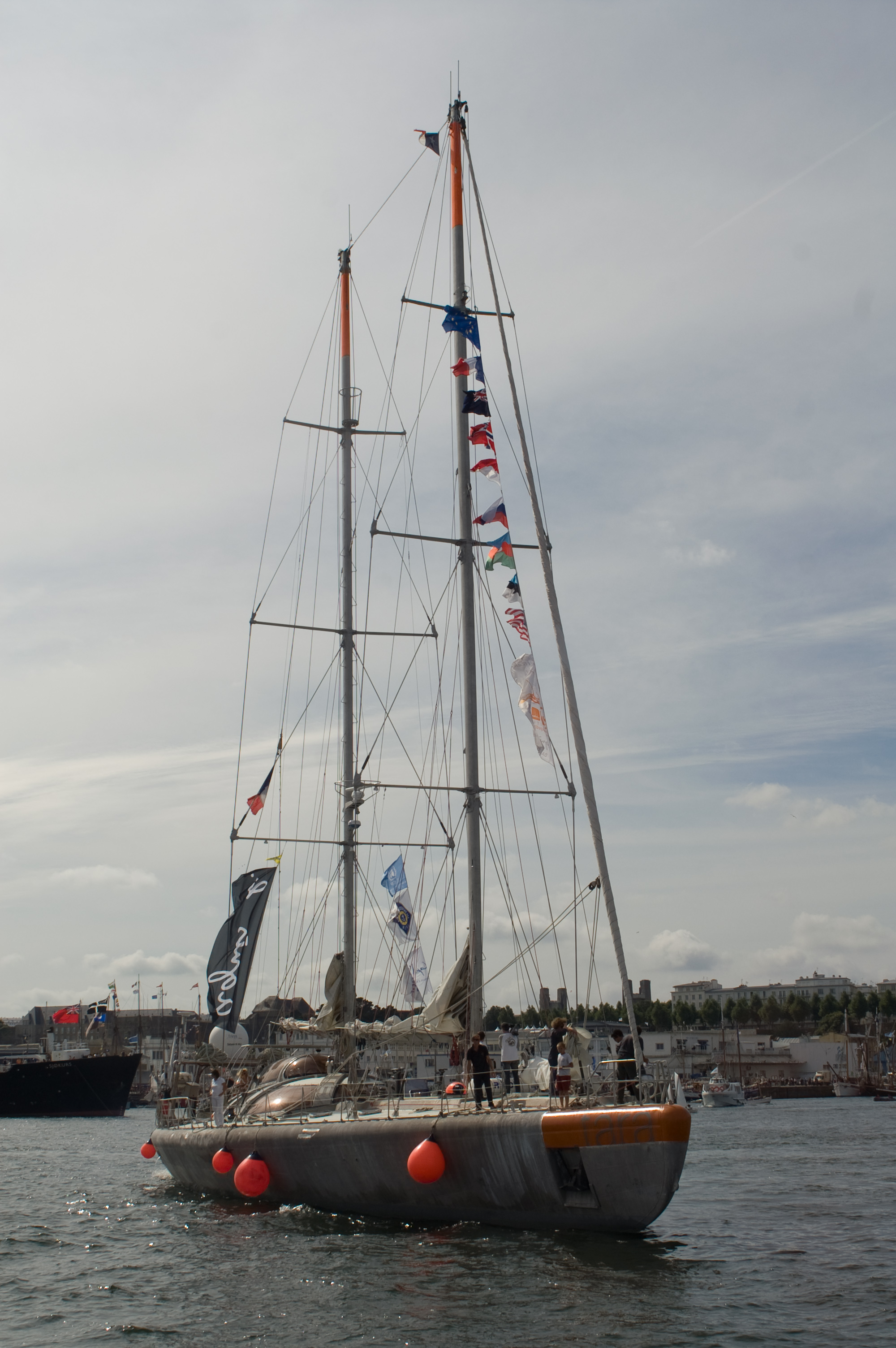
Das Forschungsschiff Tara 2008 in Brest

- L’Atalante, 1991 in Dienst gestellt
- Côtes de la Manche
- L’Europe
- Langevin
- Le Suroît, 1975 gebaut
- Marion Dufresne
- Pourquoi Pas?
- Tara, erste Polarexpedition 2006
- Téthys II
- Thalassa
- Thalia

### Indien
- Sagar Kanya, 1983 in Dienst gestellt
- Sagar Nidhi, 2008 in Dienst gestellt

### Irland
- Celtic Explorer, 2002 gebaut
- Tom Crean, 2022 gebaut

### Island
- Árni Friðriksson, 2000 gebaut
- Baldur, 1991 in Dienst gestellt
- Bjarni Sæmundsson, 1970 gebaut

### Italien
- Alliance, 1988 in Dienst gestellt
- Laura Bassi, 2019 in Dienst gestellt
- Leonardo, 2001 gebaut
- Gaia Blu, 1981 gebaut, seit 2022 als italienisches Forschungsschiff in Dienst

### Japan
- Chikyū, 2002 gebaut
- Hakuhō Maru, 1989 fertiggestellt
- Kaimei, 2016 fertiggestellt
- Mirai, 1997 in Dienst gestellt
- Shinsei Maru, 2013 in Dienst gestellt
- Yokosuka, 1990 fertiggestellt

### Kanada
- Hudson, 1963 in Dienst gestellt

### Kenia
- Mtafiti, 2013 übernommen

### Namibia
- Mirabilis, 2012 gebaut

### Neuseeland
- Tangaroa, 1991 gebaut

### Niederlande
- Navicula, 1981 gebaut
- Pelagia, 1991 gebaut

### Norwegen

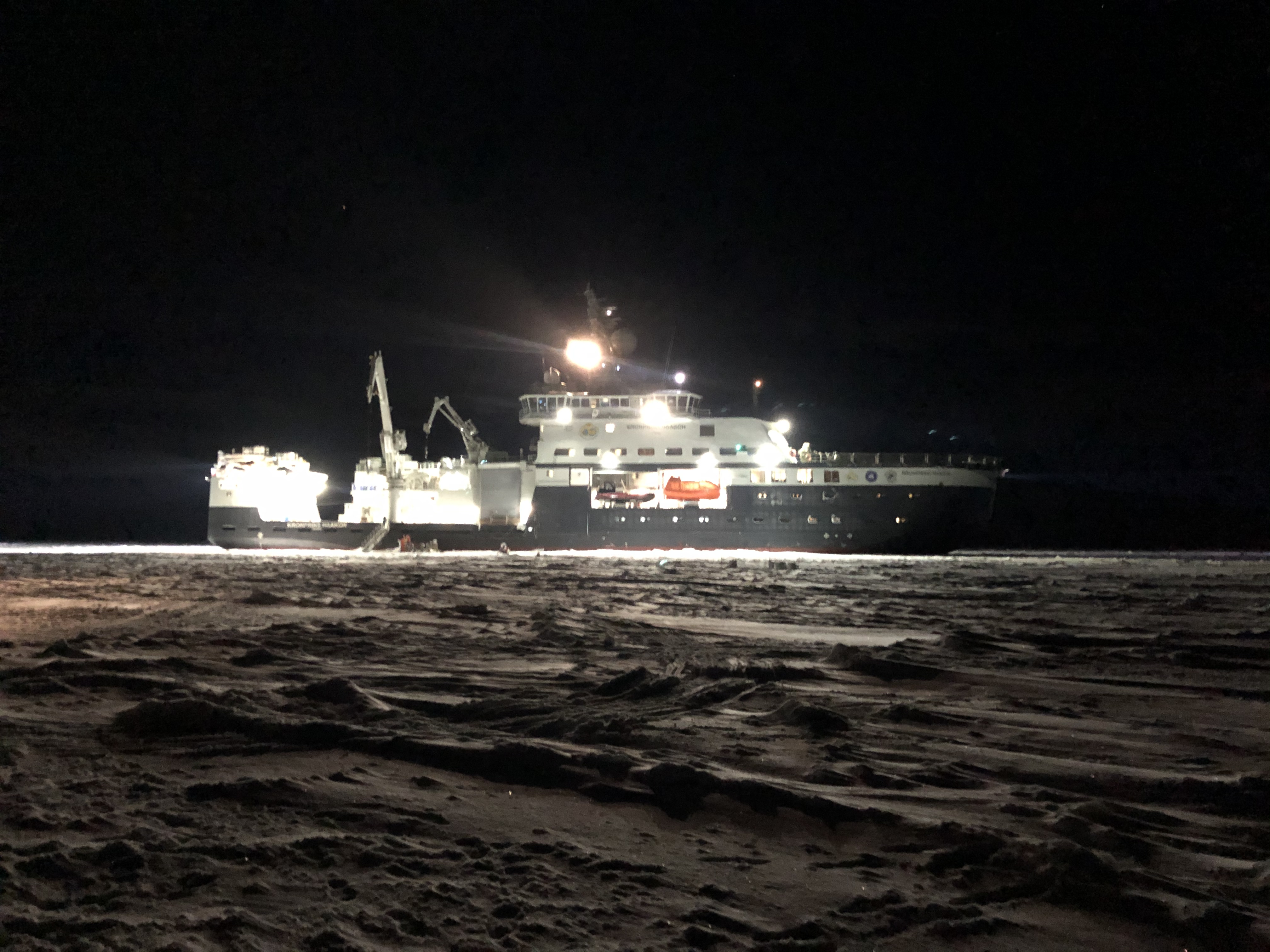
Norwegischer Forschungseisbrecher Kronprins Haakon östlich von Nordaustlandet

- Dr. Fridtjof Nansen, 2017 in Dienst gestellt
- G.M. Dannevig, 1979 gebaut
- G.O. Sars, 2003 in Dienst gestellt
- Gunnerus , 2006 in Dienst gestellt
- Hans Brattström, 1992 gebaut
- Helmer Hanssen, 2011 in Dienst gestellt
- Johan Hjort, 1990 gebaut
- Kristine Bonnevie, 1993 gebaut
- Kronprins Haakon, 2018 in Dienst gestellt
- REV Ocean, 2019 gebaut
- Oden, 1989 in Dienst gestellt
- Prinsesse Ingrid Alexandra, 2023 fertiggestellt

### Peru
- Carrasco (Schiff), 2017 in Dienst gestellt
- Humboldt (Schiff), 1980 gebaut
- José Olaya Balandra (Schiff), 1998 gebaut

### Polen
- Horyzont II, 1999 gebaut
- Imor, 2006 in Dienst gestellt
- Nawigator XXI, 1998 in Dienst gestellt
- Oceania, 1985 gebaut
- Oceanograf, 2016 gebaut

### Portugal
- Mario Ruivo, 2017 übernommen

### Russland
- Admiral Makarov, 1975 übernommen
- Akademik Alexander Karpinski[50]
- Akademik Fedorov[51], 1987 in Dienst gestellt
- Akademik Ioffe[52]
- Akademik Treshnikov[53]
- Akademik Mstislaw Keldysch, 1981 gebaut
- Kapitan Dranitsyn, 1975 gebaut
- Professor Molchanov

### Schweden
- Jacob Hägg, 1983 gebaut
- Oden, 1988 in Dienst gestellt
- Skagerak, 2018 in Dienst gestellt
- Svea, 2019 in Dienst gestellt

### Spanien
- Ángeles Alvanriño, 2012 gebaut
- Garcia del Cid, 1979 gebaut

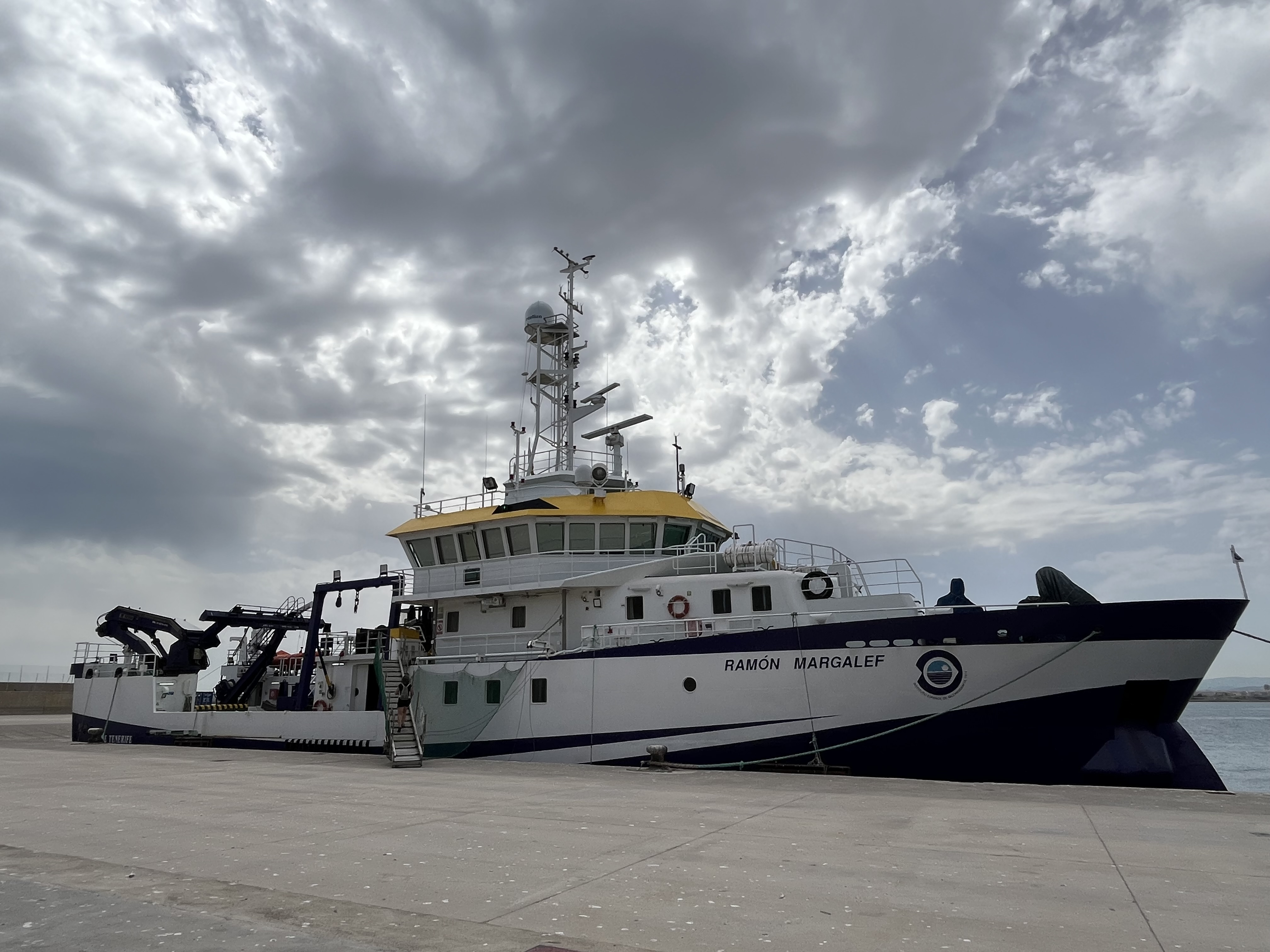
Spanisches Forschungsschiff Ramón Margalef im Hafen von Castelló de la Plana

- Hesperides, 1991 in Dienst estellt
- Mytilus, 1997 in Dienst gestellt
- Ramón Margalef, 2011 gebaut
- Sarmiento de Gamboa, 2006 in Dienst gestellt
- SOCIB, 2012 gebaut

### Südafrika
- S. A. Agulhas, 1977 gebaut
- S. A. Agulhas II, 2012 in Dienst gestellt

### Südkorea
- RV Araon[54], 2009 gebaut

### Türkei
- Oruç Reis
- Tübitak Marmara

### Ukraine
- Borys Aleksandrov, 2021 übernommen
- Noosfera, 2021 übernommen

### Vereinigte Staaten
- Healy, 1999 in Dienst gestellt
- McArthur, 1966 in Dienst gestellt
- Okeanos Explorer, 2010 reaktiviert
- Thomas-G.-Thompson-Klasse, 4 Schiffe, bis 1997 gebaut

### Vereinigtes Königreich

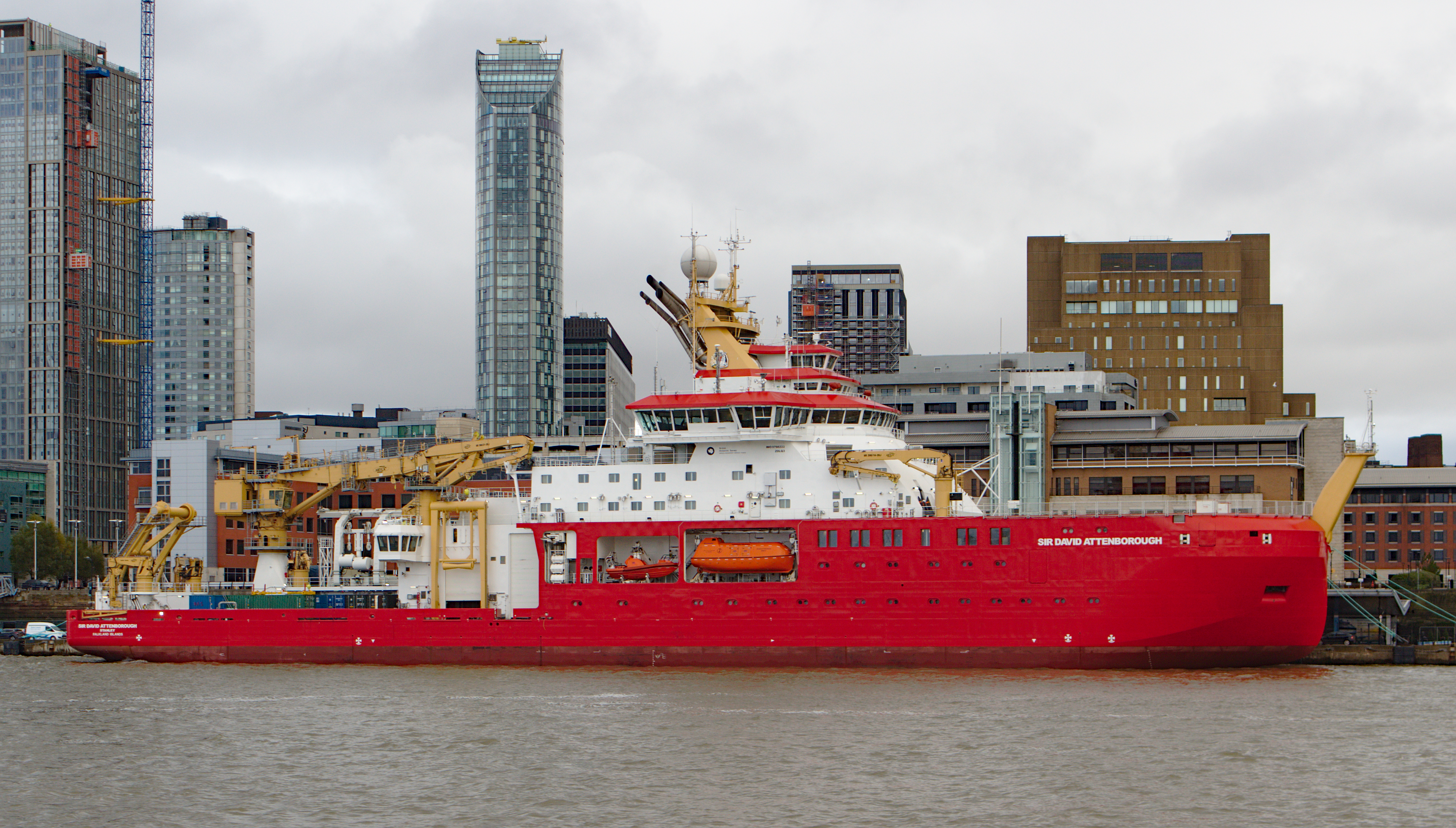
Sir David Attenborough am Liverpool Cruise Terminal

- Cefas Endeavour
- Corystes
- Discovery
- HMS Protector
- James Cook
- Petrel
- Prince Madog
- Scotia
- Sir David Attenborough

### Zypern
- JOIDES Resolution, 1978 gebaut

### Nicht mehr aktive Schiffe
Australien
- Aurora Australis, 2020 Außerdienststellung

Dänemark
- Arctic Janus, als Botel genutzt
- Nella Dan, 1987 gesunken
- Pâmiut, 2019 verschrottet (Grönland)

Deutschland
- Mya, 2015 verkauft
- Sonne, 2015 verkauft

Finnland
- Katarina, ehemals Aranda, seit 1989 Schulschiff

Frankreich
- Calypso, Nutzung als Naturschutz-Botschafter
- Gwen Drez
- YWAM Liberty, ehemals L’Astrolabe, 2017 verkauft

Irland
- Celtic Voyager, 2022 durch die Tom Crean ersetzt

Italien
- Italica, 2017 abgewrackt

Japan
- Hakuhō Maru, 1989 außer Dienst gestellt
- Kairei, 2022 außer Dienst gestellt
- Kaiyo, 2015 außer Dienst gestellt
- Tansei Maru, 2013 außer Dienst gestellt

Niederlande
- Esperanza, 2022 verschrottet (Greenpeace)

Norwegen
- Geo Barents, seit 2021 als Rettungsschiff im Einsatz
- Håkon Mosby, 2017 verkauft
- Johan Ruud, 2019 außer Dienst gestellt
- Lance, 2017 außer Dienst gestellt
- Polarfront, 2017 verkauft
- Viking II, 2015 verkauft

Schweden
- Argos, 2013 verschrottet

Sowjetunion
- Akademik Sergey Korolyov, 1996 abgewrackt
- Akademik Shokalskiy, zum Kreuzfahrtschiff umgebaut
- Akademik Wernadski[55]
- Kosmonavt Viktor Patsaev, seit 2001 als Museumsschiff genutzt
- Kosmonavt Vladimir Komarov, 1993 verschrottet
- Kosmonavt Yuriy Gagarin, 1996 verschrottet
- Michail Scholochow, gebaut auf der Neptun Werft in der DDR[55][56]
- Otto Schmidt, 1996 abgewrackt
- Sergei Wawilow[57]

Vereinigte Staaten
- FLoating Instrument Platform (FLIP), 2020 außer Dienst gestellt
- Glomar Challenger, 1983 außer Dienst gestellt
- Mizar, 2005 abgewrackt

Vereinigtes Königreich
- Clupea, 2008 verkauft
- Shackleton, 2011 verschrottet